# Singapour central
Le district de Singapour central (en anglais : Central Singapore) est l'un des cinq conseils de développement communautaire (en anglais : Community Development Council) de Singapour issus de la réorganisation de 2001. Le district ne doit pas être confondu avec la région centrale , un échelon utilisé pour la planification urbaine.

## Liste des maires
| Période       | Période       | Identité        | Étiquette | Qualité |
| ------------- | ------------- | --------------- | --------- | ------- |
| Avril 2001    | Novembre 2001 | Yaacob Ibrahim  |           |         |
| Novembre 2001 | 2006          | Heng Chee How   |           |         |
| 2006          | Mai 2011      | Zainudin Nordin |           |         |
| Mai 2011      | Mai 2014      | Sam Tan         |           |         |
| Mai 2014      | En cours      | Denise Phua     |           |         |